# Oxytate isolata
Oxytate isolata es una especie de araña cangrejo del género Oxytate, familia Thomisidae. Fue descrita científicamente por Hogg en 1914.

## Distribución
Esta especie se encuentra en Australia.

## Tratamiento taxonómico
La especie aparece registrada y publicada en Spiders from the Montebello Islands. Proceedings of the Zoological Society of London 84(1): 69–92, pl. 1–2.